# Ploshcha Ukrainskyh Heroiv (métro de Kiev)
Ploshcha Lva Tolstoho(ukrainien : Площа Льва Толстого) est une station de la ligne Obolonsko-Teremkivska (M2) du métro de Kiev. Elle est située dans le raïon de Podil de la ville de Kiev en Ukraine. Elle est en correspondance avec la ligne M3 via la station Palats sportou.
Mise en service en 1976, elle est desservie par les rames de la ligne M2. Le service est arrêté ou perturbé depuis l'invasion de l'Ukraine par la Russie en 2022.

## Situation sur le réseau
Établie en souterrain, la station Ploshcha Lva Tolstoho, est une station, de passage, de la Ligne Obolonsko-Teremkivska (M2) du métro de Kiev. Elle est située, entre la station Maïdan Nezajelnosti, en direction du terminus nord Heroïv Dnipra, et la station Olimpiiska, en direction du terminus sud, Teremky.
Elle dispose d'un quai central encadré par les deux voies de la ligne.

## Histoire
La station Ploshcha Lva Tolstoho, alors dénommée Respublikanskyi stadion, est mise en service le 19 décembre 1981, lors de l'ouverture à l'exploitation de la section de Maïdan Nezajelnosti à Olimpiiska. Elle est réalisée par les architectes N. Levchuk et V. Zhegerin.

## Services aux voyageurs

### Accès et accueil
La station est située sous la place Lva Tolstoho (uk) (place Léon Tolstoï) et dispose d'accès sur la place et les rues avoisinantes.

Installations
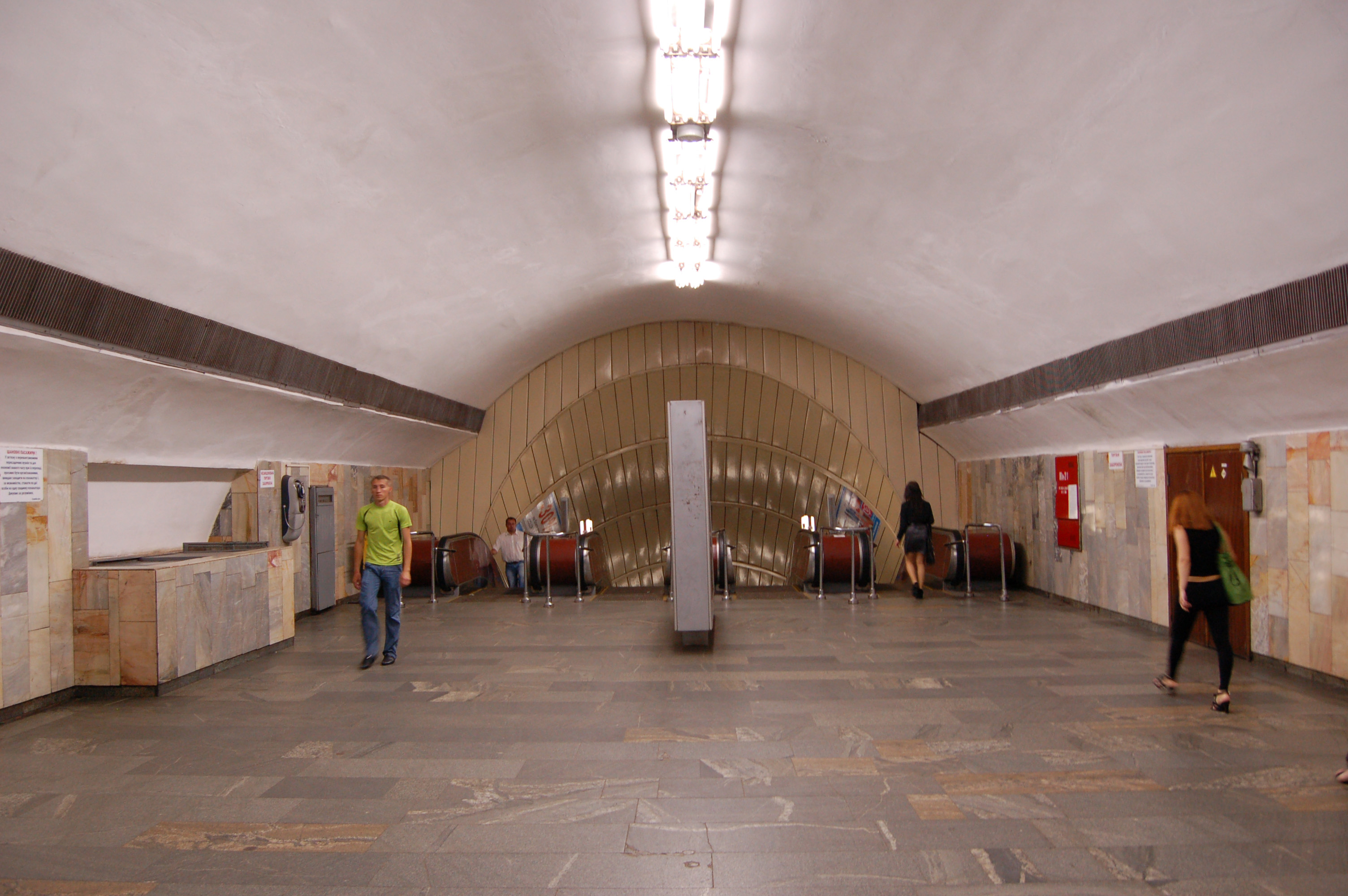
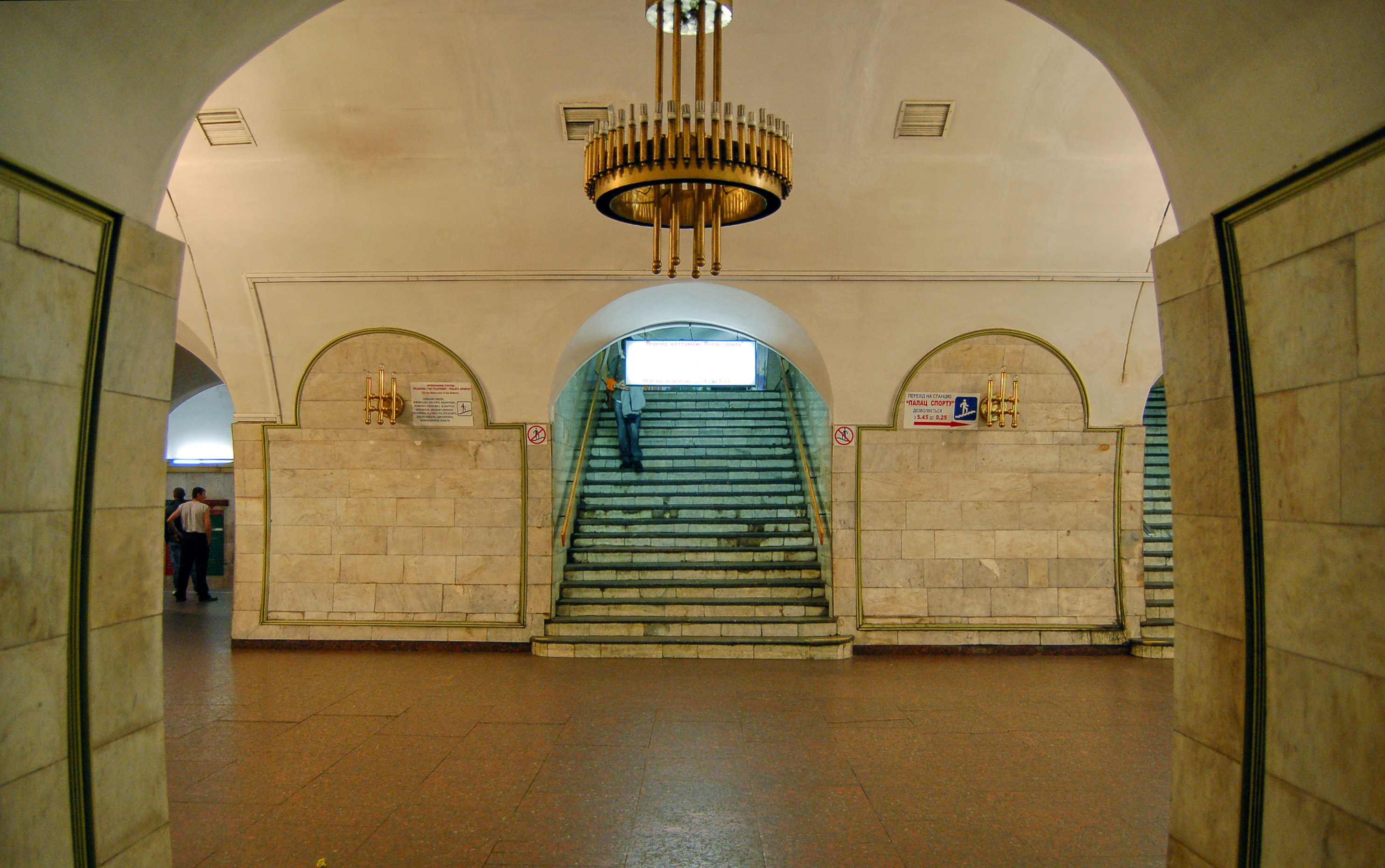
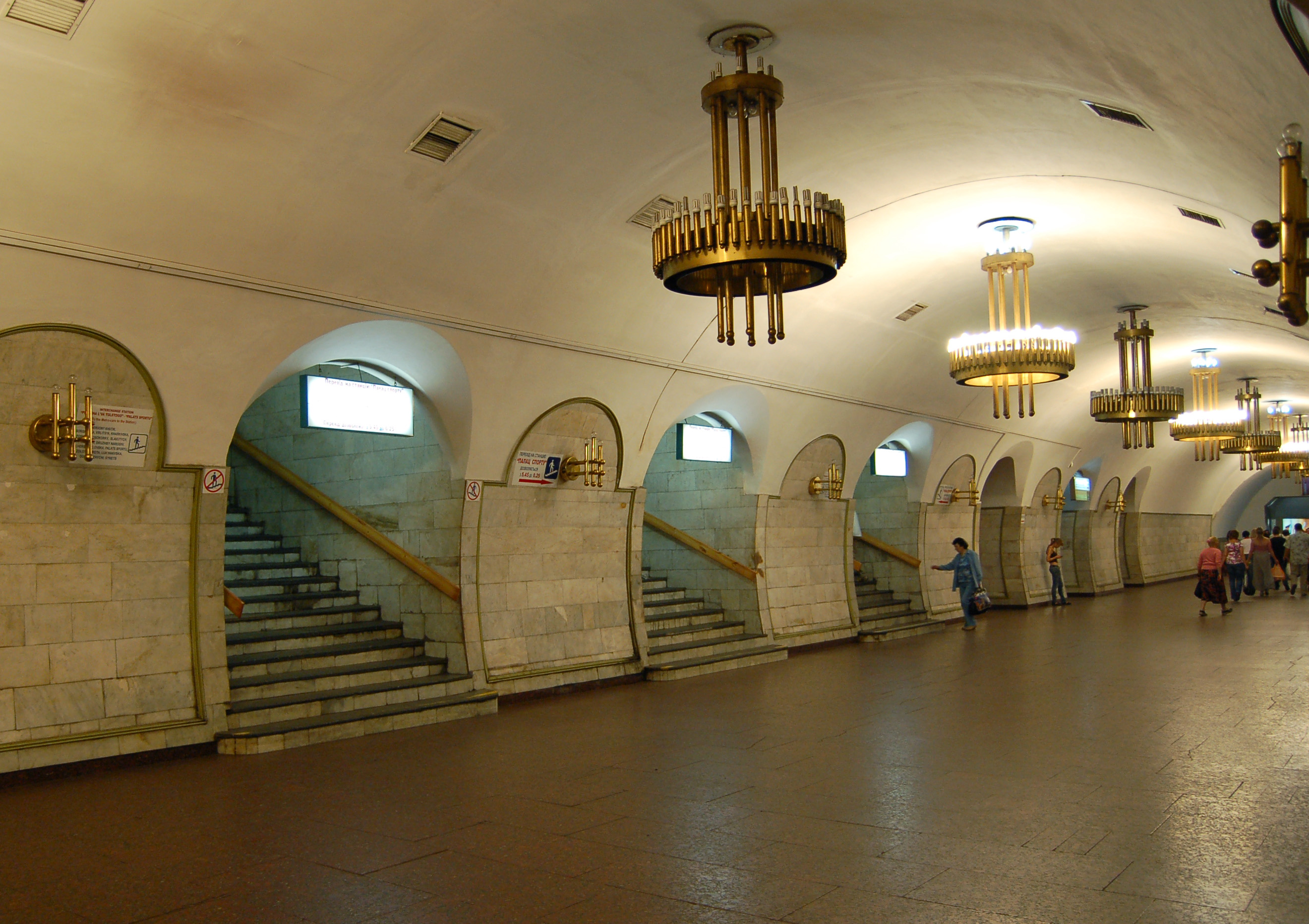

### Desserte
Olimpiiska, est desservie par les rames de la ligne Obolonsko-Teremkivska (M2).

Installations et desserte
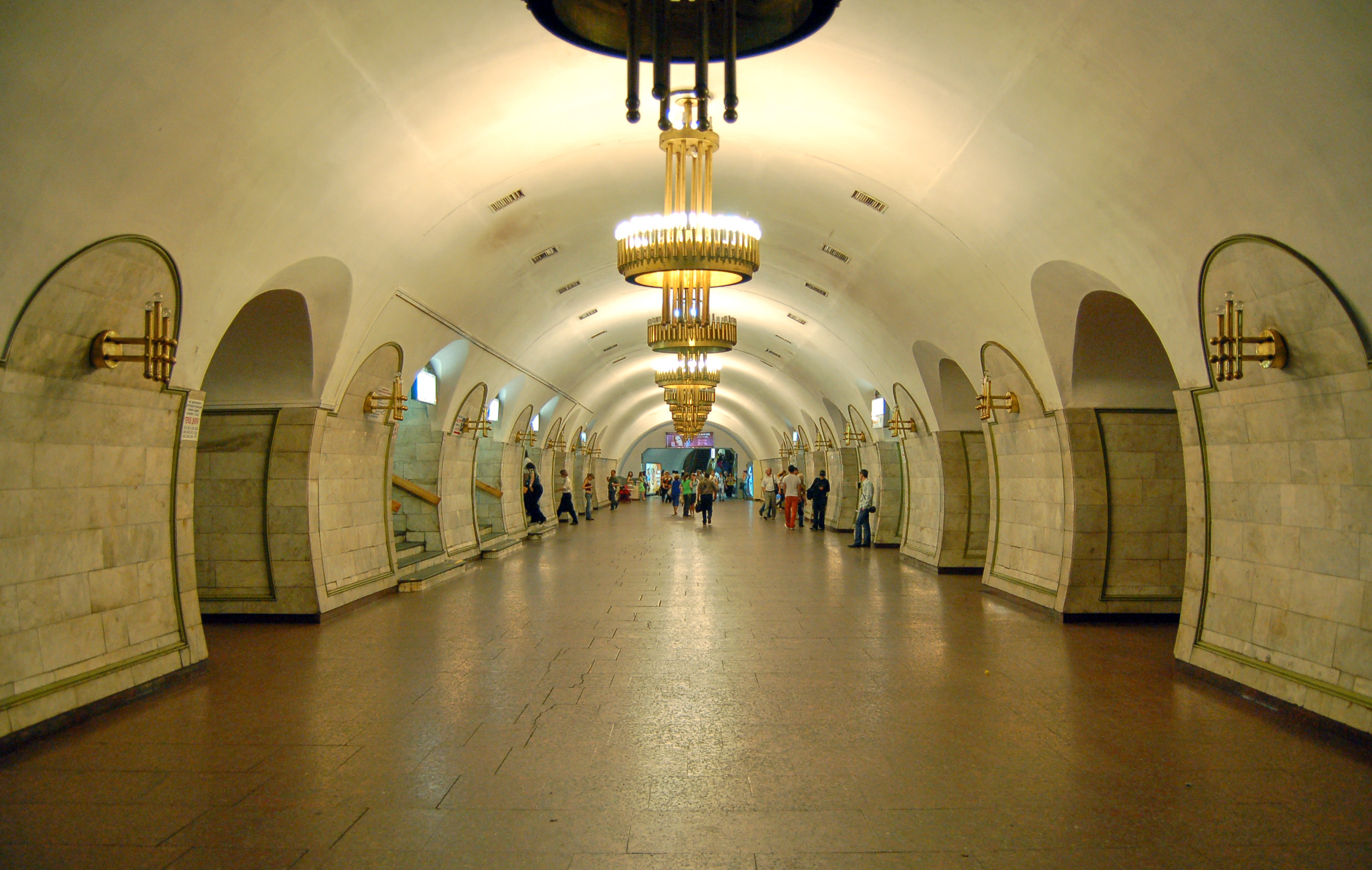
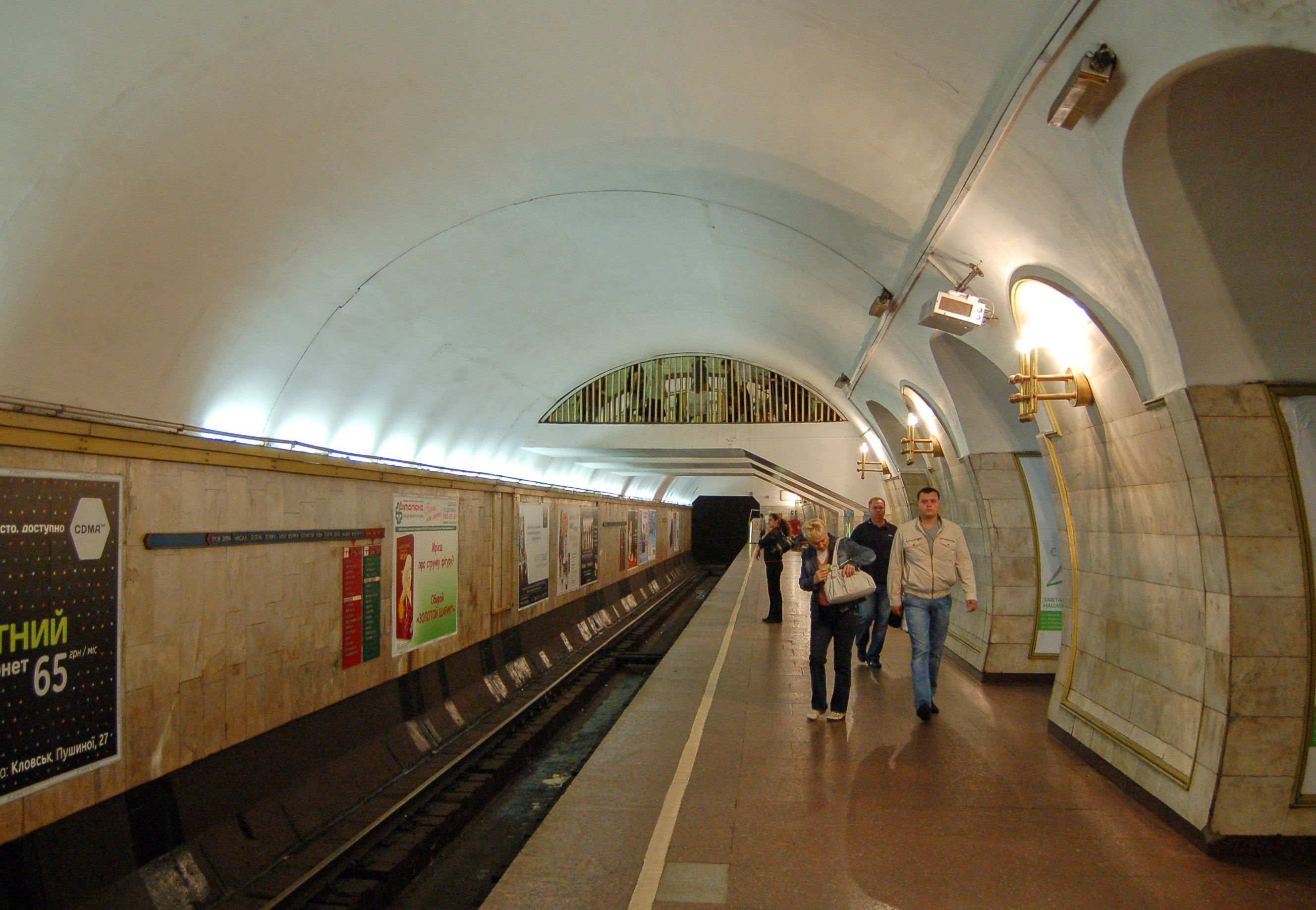
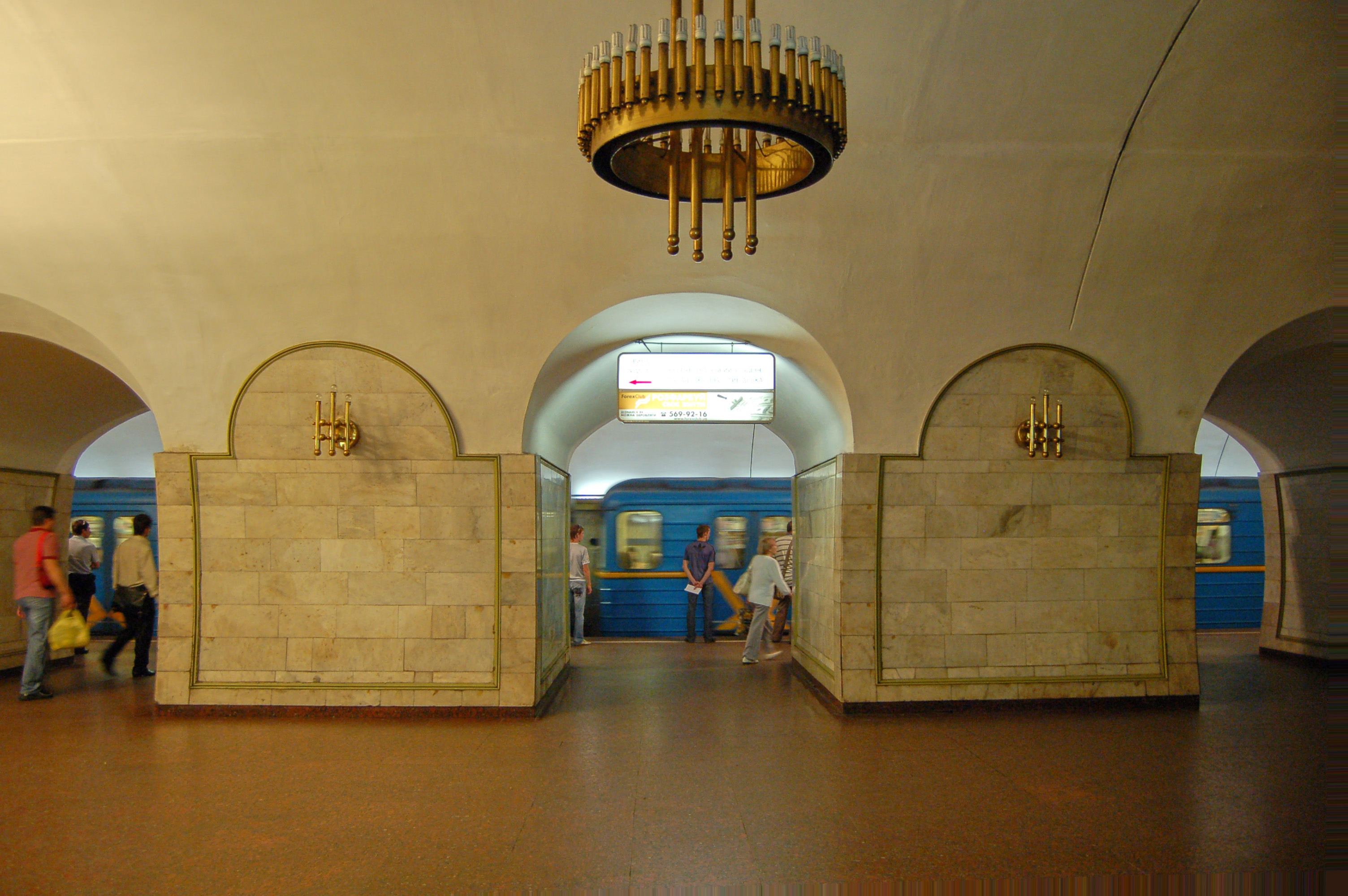

### Intermodalité
Elle dispose d'une relation piétonnière souterraine avec la station Palats sportou desservie par les rames de la ligne Sirets'ko-Petchers'ka (M3) du métro de Kiev.